# Mihály Munkácsy
Mihály Munkácsy (Moekatsjevo, 20 februari 1844 – Endenich, 1 mei 1900) was een Hongaars kunstschilder.

## Leven en werk
Mihály Munkácsy werd geboren als Mihály Leó Lieb, zoon van meubelmaker Mihály Lieb en Cecília Reök. Zijn geboorteplaats Moekatsjevo viel destijds onder het Koninklijk Hongarije, in de moderne tijd onder de Oekraïense oblast Transkarpatië.
Munkácsy werd opgeleid in de schilderkunst door de rondtrekkende schilder Elek Szamossy. Hij verbleef enige tijd in Pest en werd door een beurs van de Staat in staat gesteld in het buitenland te studeren. Hij studeerde achtereenvolgens bij Karl Rahl aan de kunstacademie van Wenen (1866), de kunstacademie van München en bij Ludwig Knaus aan de kunstacademie Düsseldorf (1868). 
Munkácsy schilderde onder meer landschappen, genrestukken, portretten en stillevens. In 1867 ging hij voor het eerst naar Parijs om de Exposition Universelle te bezoeken. In 1870 debuteerde hij op de Parijse salon met zijn werk Le dernier jour d'un condamné ('De laatste dag van een veroordeelde'), waarvoor hij de gouden medaille ontving. Van 1872 woonde hij ook in de Franse hoofdstad. 
Met steun van mecenas baron Édouard de Marche kocht hij zijn eerste atelier en wijdde hij zich aan de salonkunst. Hij gaf les en raadgevingen aan onder anderen Michel Heiter, Gaston Linden, Alexander Mann en József Rippl-Rónai. 
Na de dood van De Marche trouwde Munkácsy in 1874 met diens weduwe Cécile Papier (1845-1915). Ze inspireerde hem om grote en extravagante projecten te realiseren en begeleidde de artistieke carrière van haar echtgenoot. Het echtpaar Munkácsy verbleef 's zomers geregeld in het kasteel Colpach in Luxemburg, dat Cécile vanuit haar eerste huwelijk had verkregen. Munkácsy toonde zijn werk ook in Luxemburg. In het najaar van 1894 nam hij met het olieverfschilderij Le dessert deel aan de eerste salon van de Cercle Artistique de Luxembourg.
Munkácsy werd jarenlang geplaagd door stemmingswisselingen en depressies. Hij werd opgenomen in een psychiatrisch ziekenhuis in Endenich bij Bonn, waar hij op 56-jarige leeftijd overleed. Het Musée national d'histoire et d'art in Luxemburg-Stad organiseerde in 1996 de tentoonstelling "Munkácsy et le Grand-Duché de Luxembourg".

## Enkele werken

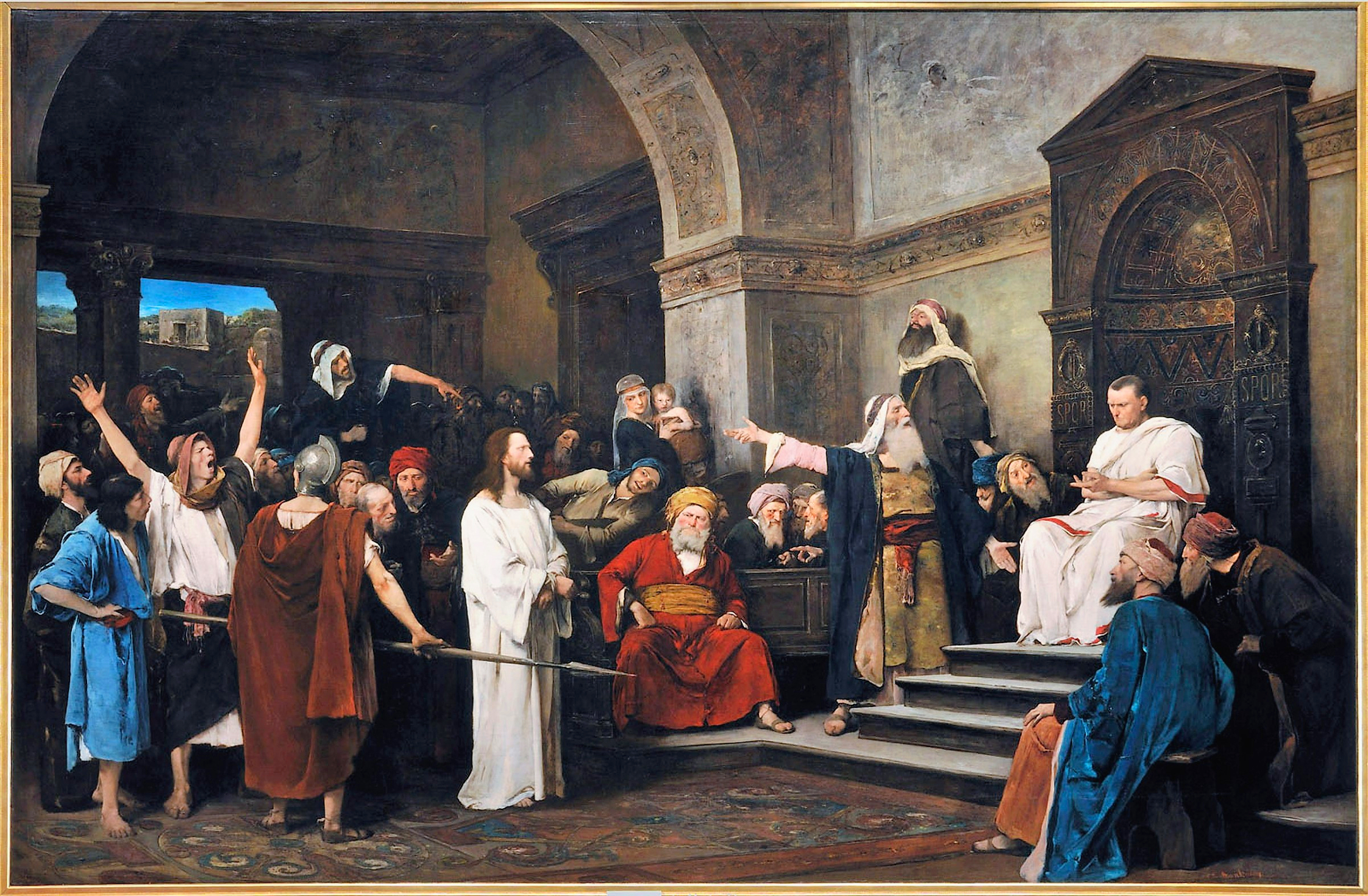
Le Christ devant Pilate (1881)
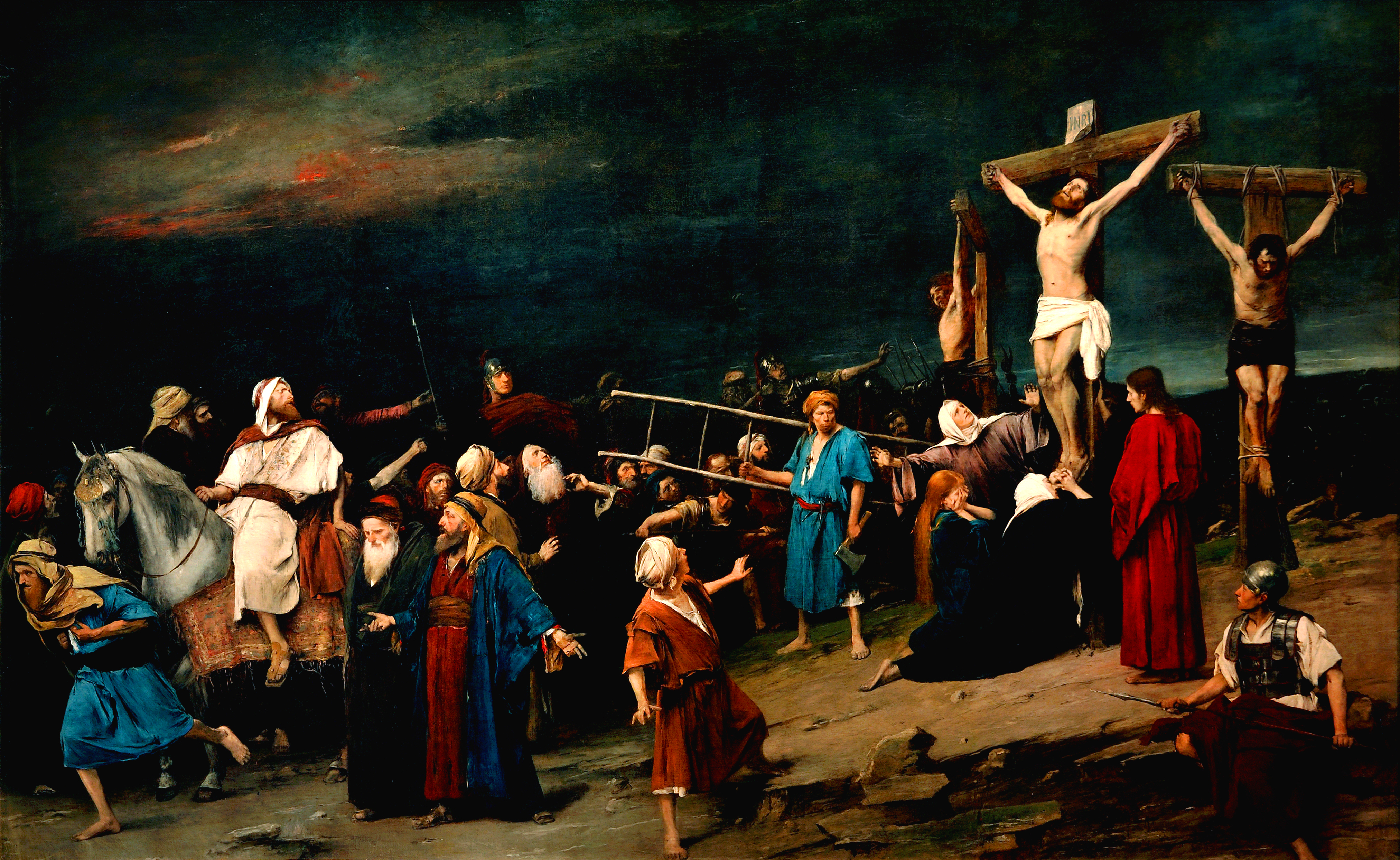
Le Golgotha (1884)
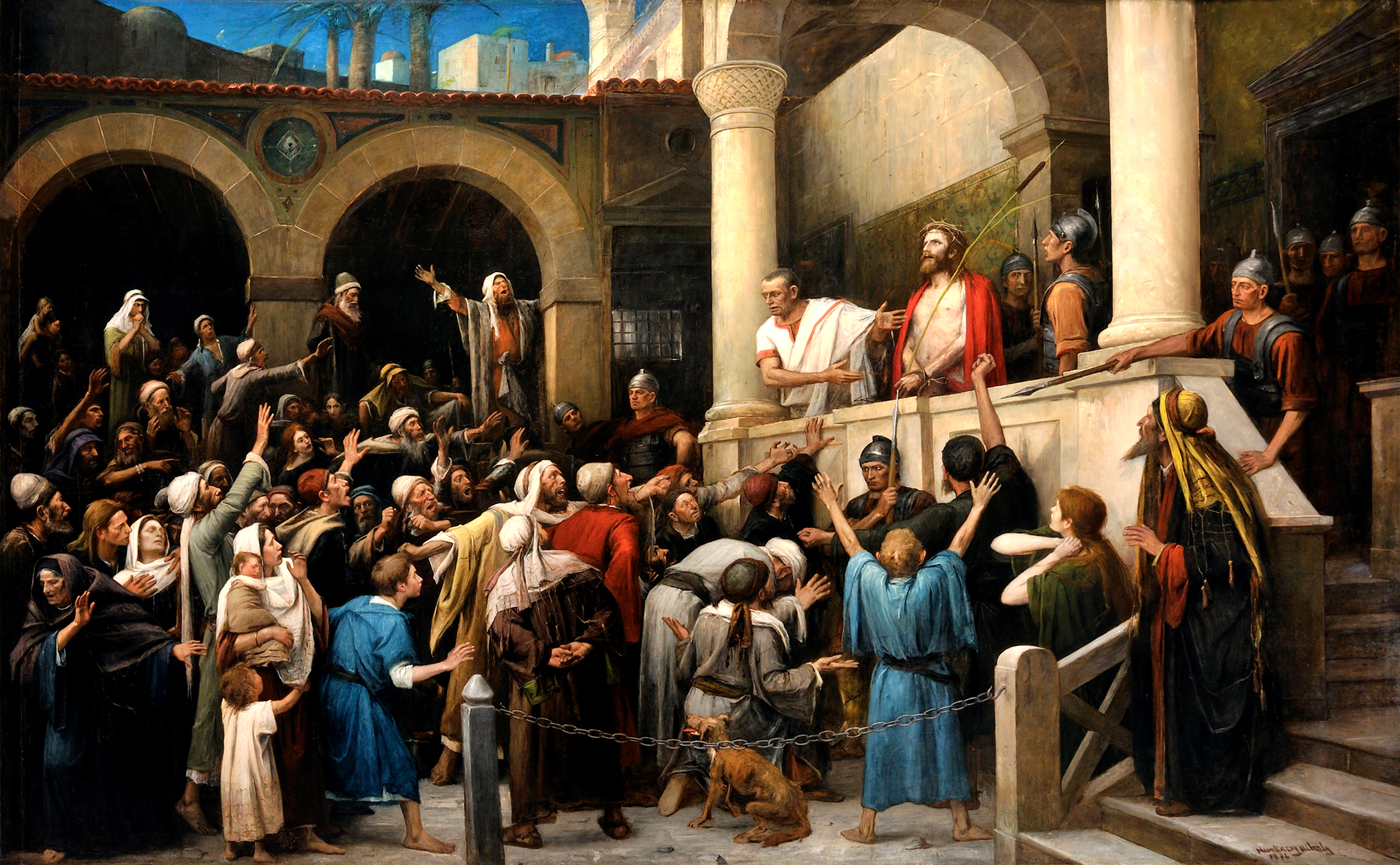
Ecce Homo (1896)
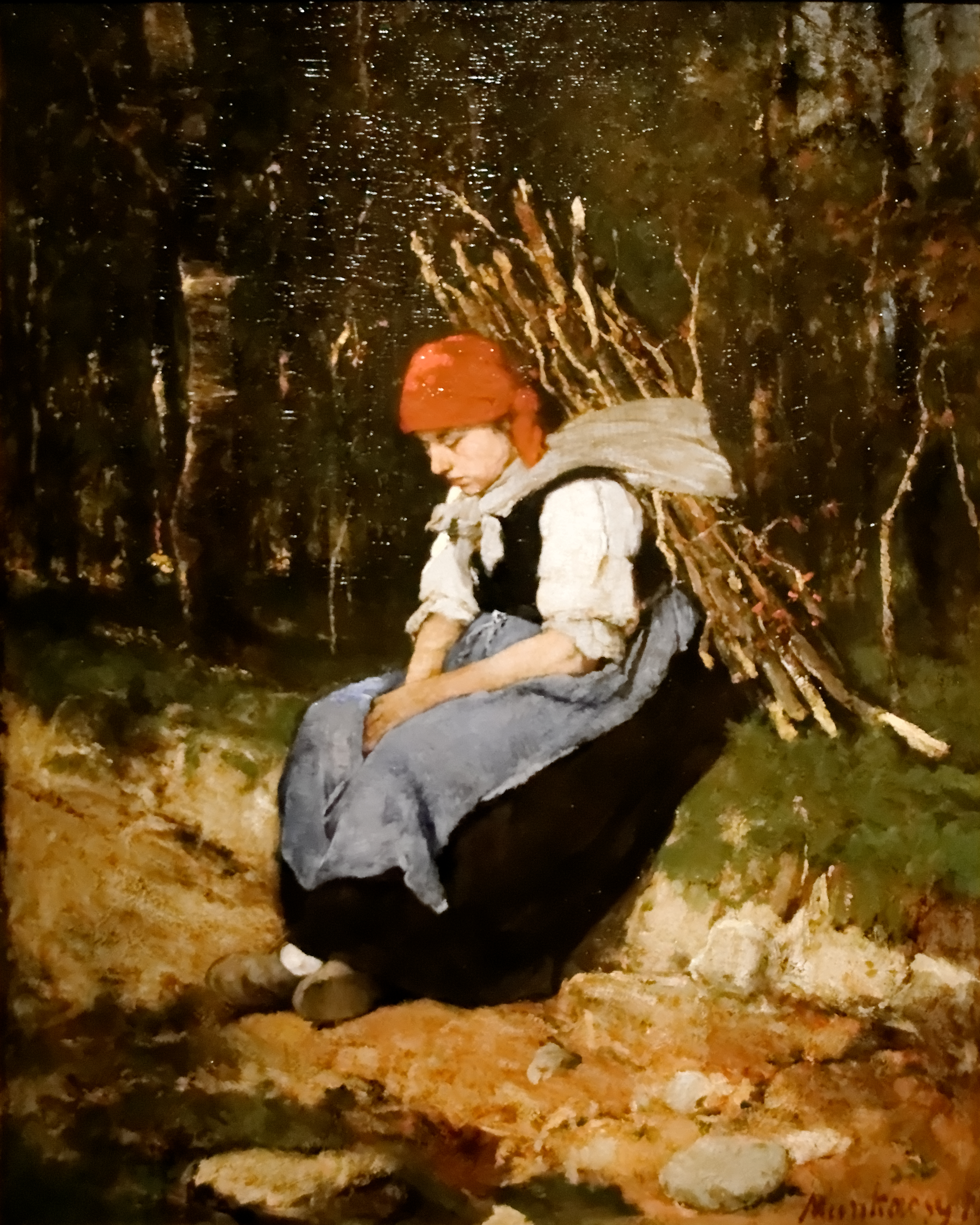
Femme charriant un fagot (1873)
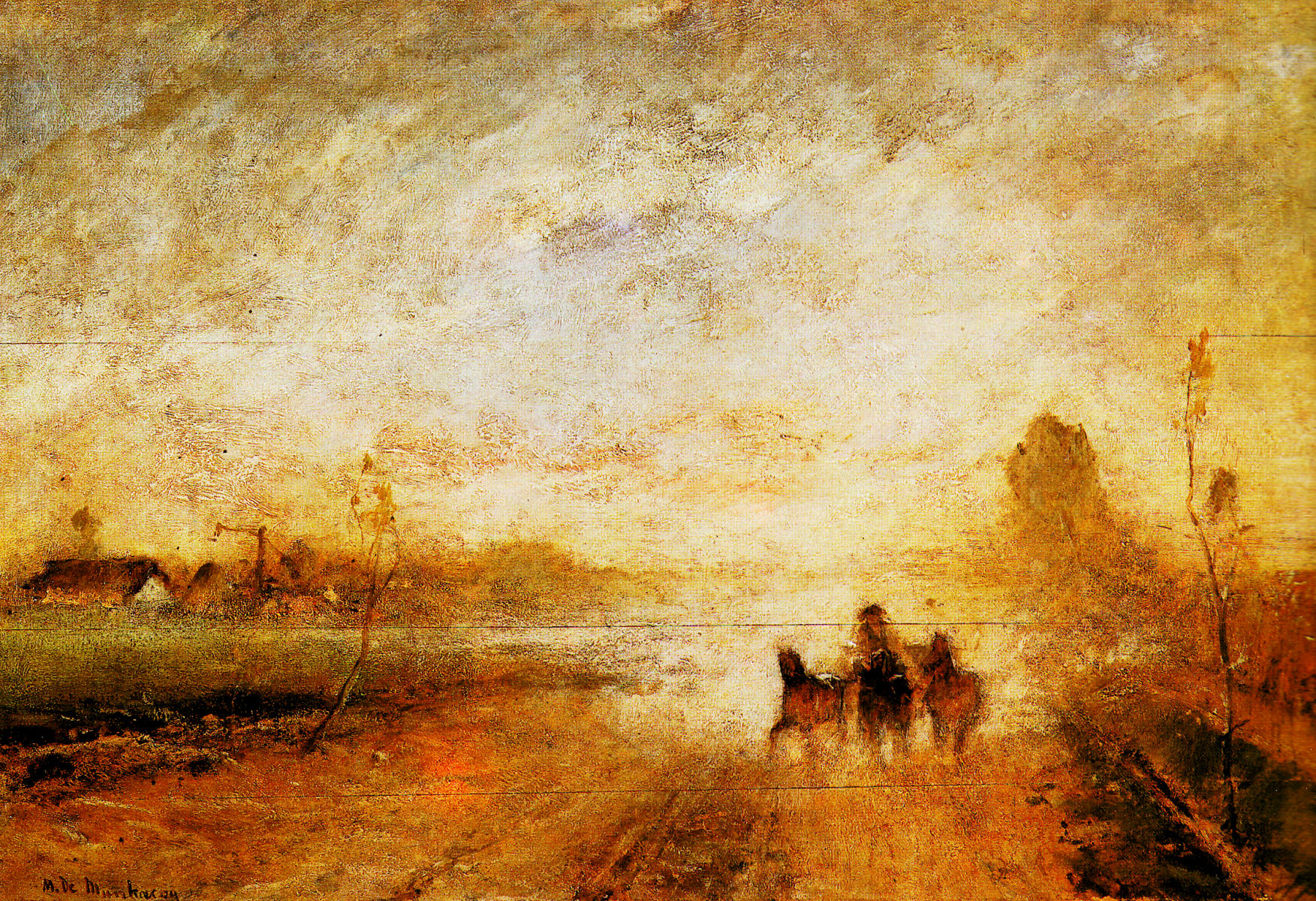
Chemin poussiéreux I (1874)
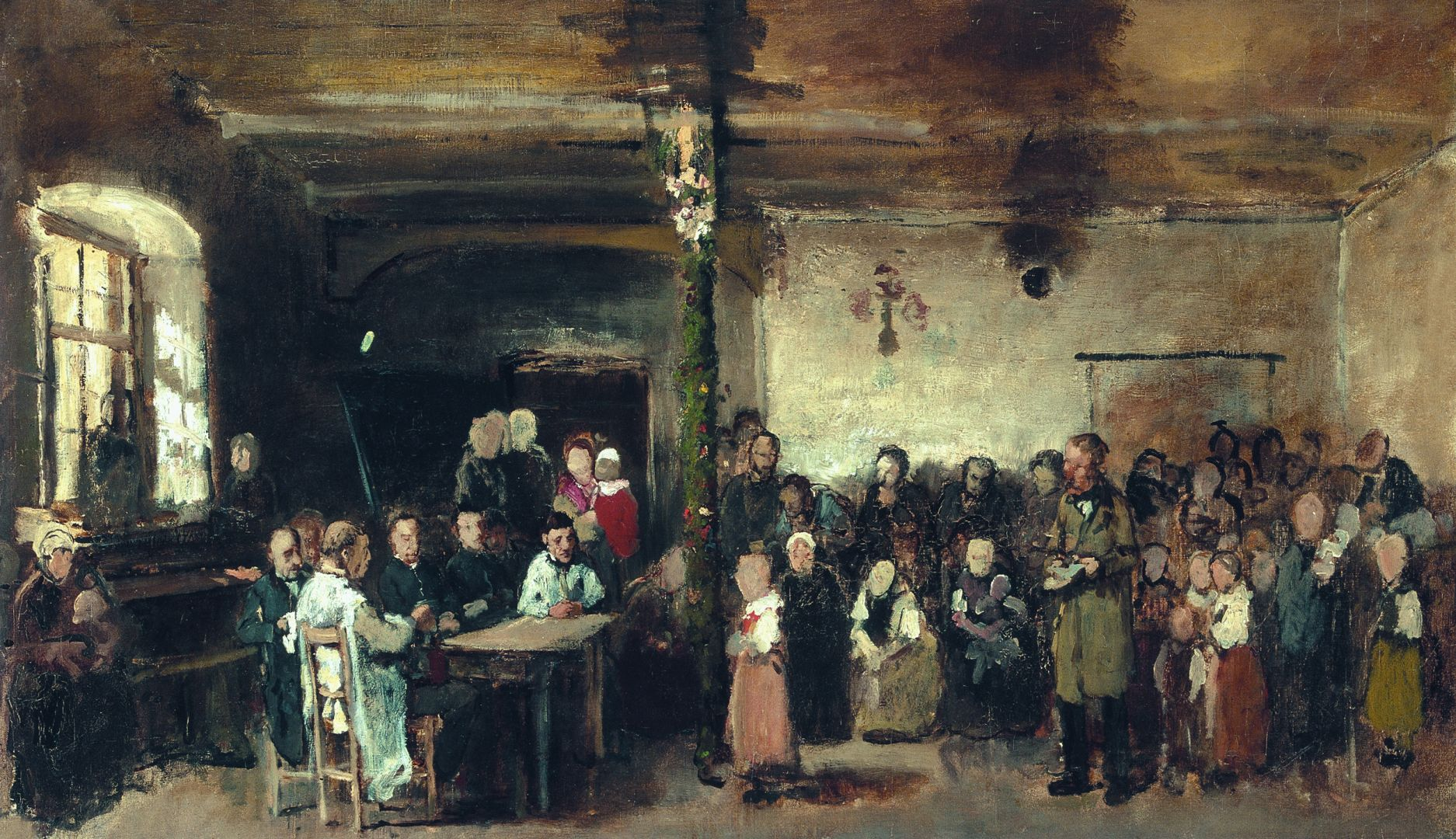
École de Colpach (1875)
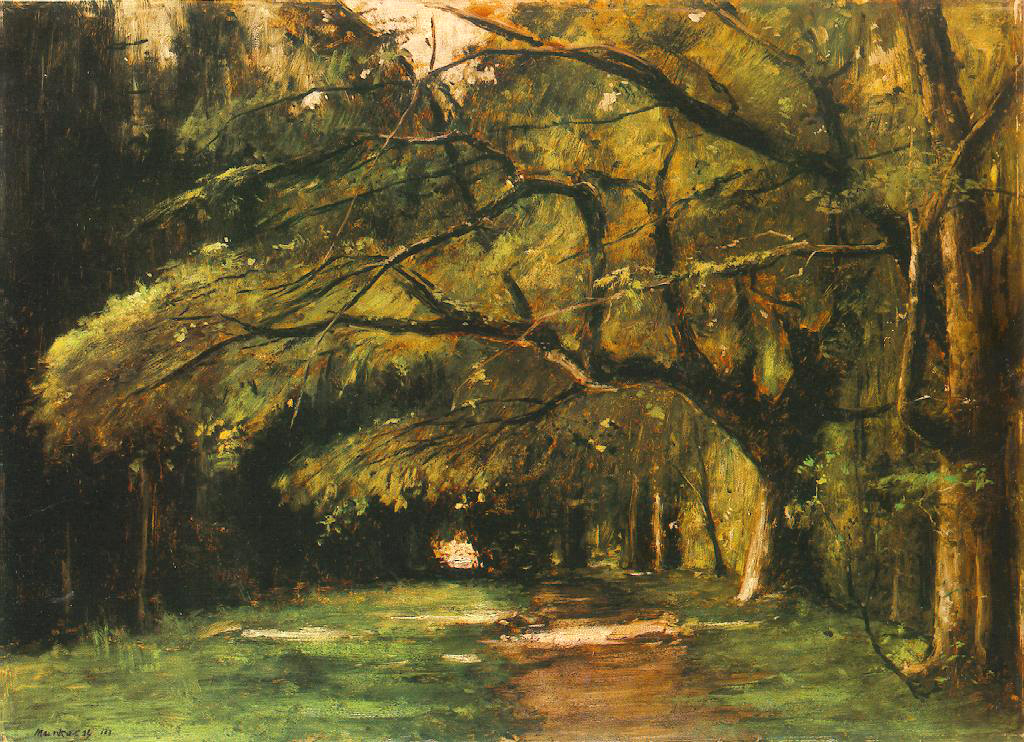
Parc Colpach (1886)
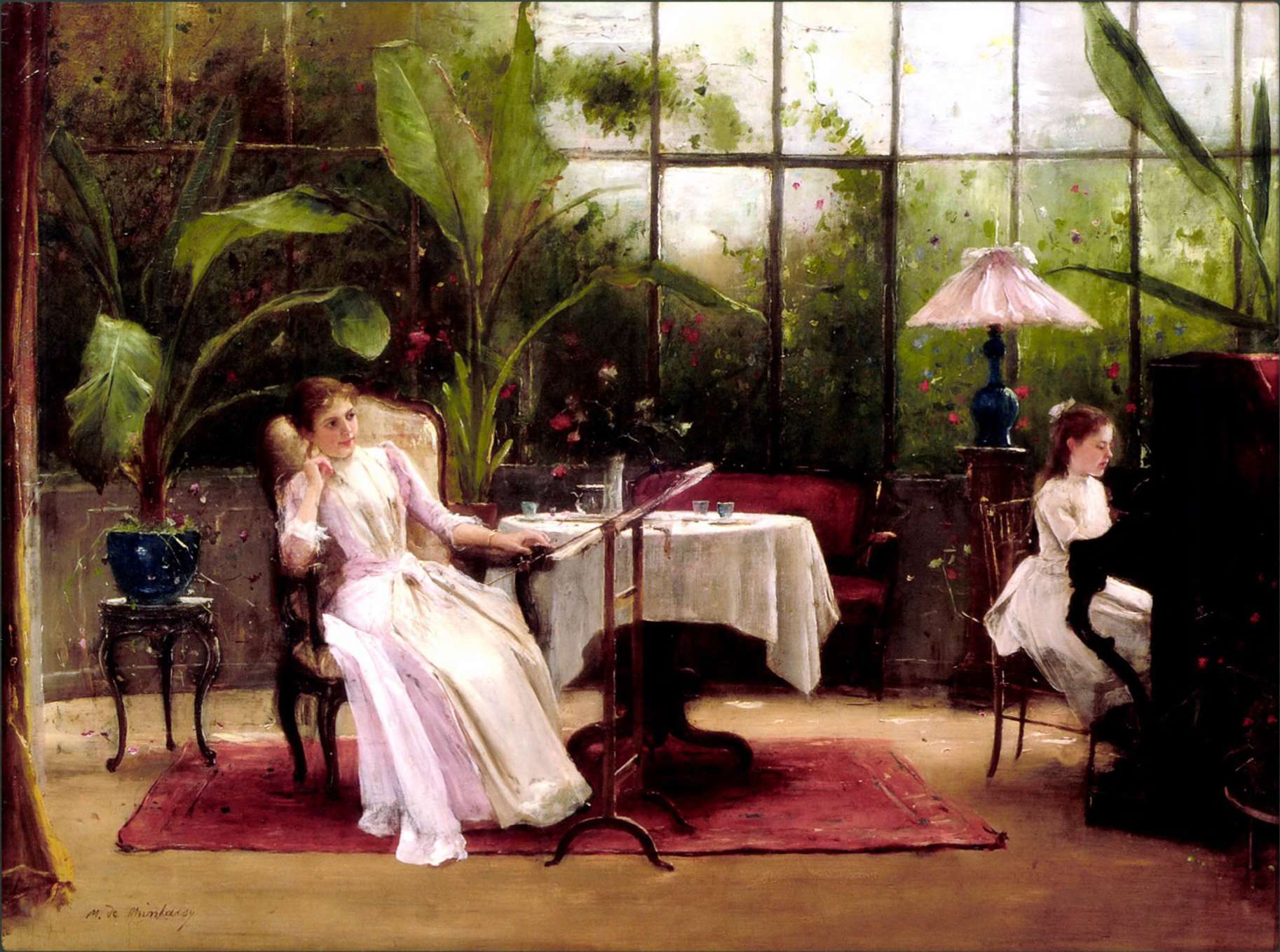
Leçon de piano (1890)
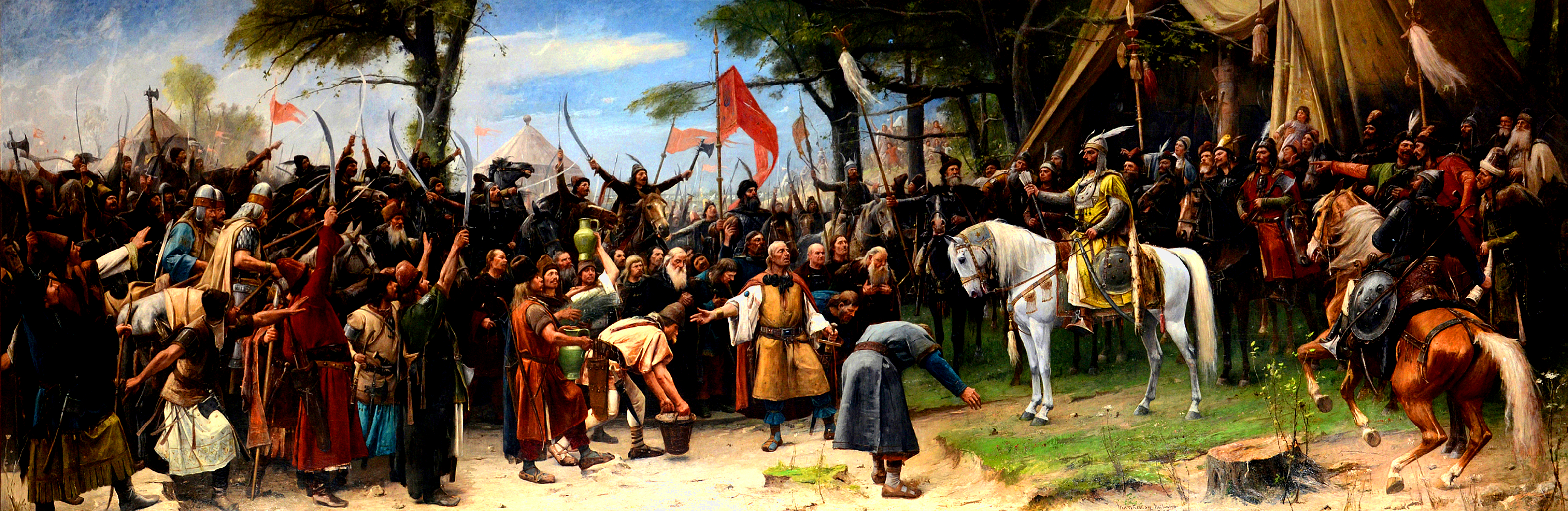
La Conquête du pays (1893)

## Onderscheidingen
- Gouden medaille (1870) op de Parijse salon
- Ridder (1877) en Officier in het Legioen van Eer

- Bibsys: 2124363
- Bibliothèque nationale de France: cb14957626b (data)
- Catàleg d'autoritats de noms i títols de Catalunya: 981058615002906706
- CiNii: DA15185191
- Gemeinsame Normdatei: 118735268
- International Standard Name Identifier: 0000 0001 0962 4782
- KulturNav: 9f11a98f-2e7a-4772-ad55-b9db1a3a1780
- Library of Congress Control Number: n50031986
- Nationale Bibliotheek van Letland: 000257715
- MusicBrainz: 6a45f73f-2479-4903-9106-88a1c68fd87f
- The MNAHA id lkl002080/3 is not valid.
- Nationale Bibliotheek van Tsjechië: xx0022889
- Nationale bibliotheek van Australië: 35828910
- Nationale Bibliotheek van Israël: 987007280587105171
- Nationale en Universitaire bibliotheek Zagreb: 000104898
- Nederlandse Thesaurus van Auteursnamen: 072274859
- Réseau des bibliothèques de Suisse occidentale: 02-A013274231
- RKD-Nederlands Instituut voor Kunstgeschiedenis: 58459
- LIBRIS: 296990
- Système universitaire de documentation: 027470288
- Trove: 1106372
- Union List of Artist Names: 500008905
- Virtual International Authority File: 29801564
- WorldCat: E39PBJtX99m6f4KDcXgGd8mPQq